# Haylazlı
Haylazlı ist ein Ortsteil (Mahalle) im Landkreis Yumurtalık der türkischen Provinz Adana mit 360 Einwohnern (Stand: Ende 2024). Im Jahr 2011 zählte Haylazlı 370 Einwohner.